# Castillo de Gävle

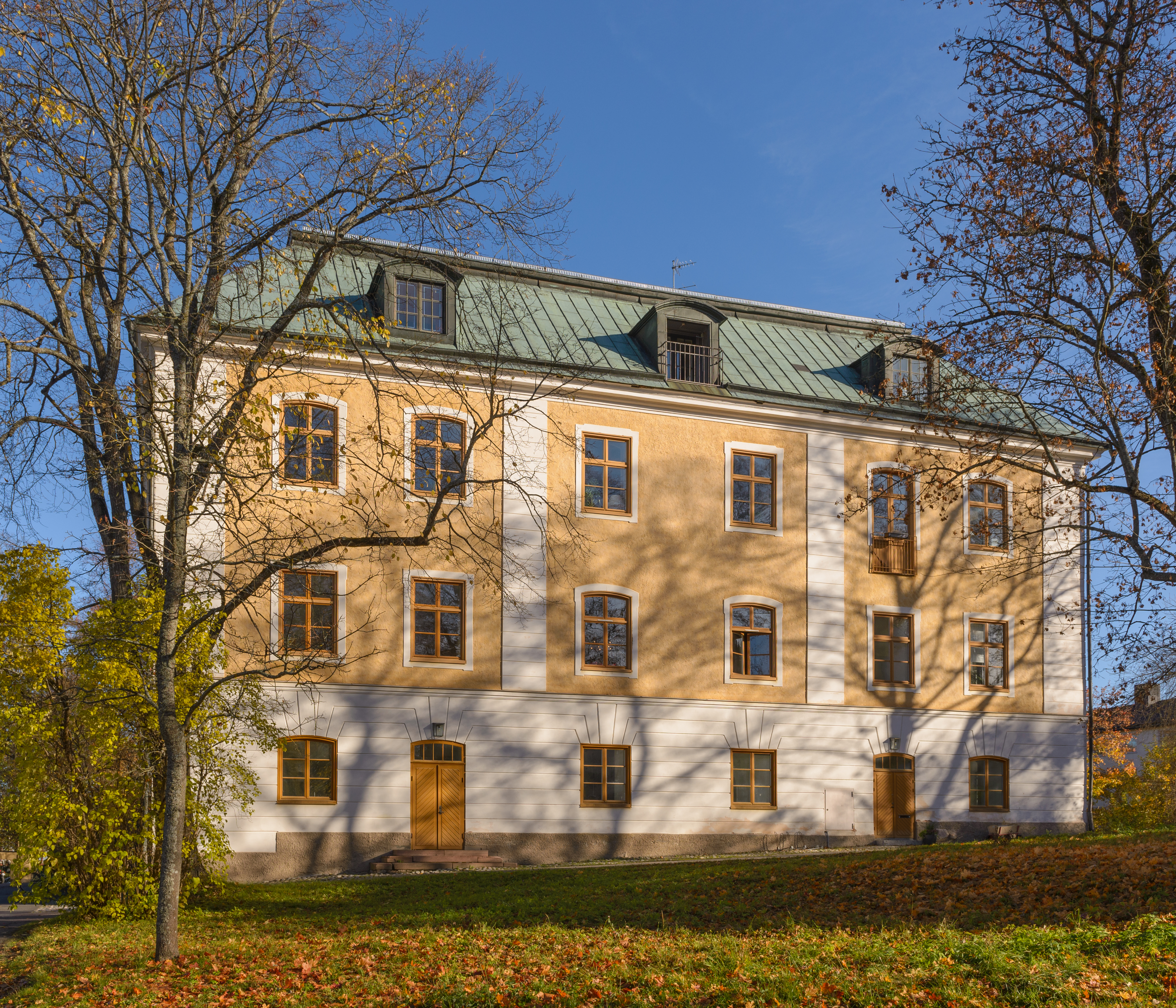
Castillo de Gävle.

El Castillo de Gävle es un palacio en Gävle, Suecia, reconstruido varias veces desde su fundación en 1583. Es la residencia oficial del Gobernador del condado de Gävleborg.

## El primer castillo
El castillo original fue construido entre 1583-1593 por la Corona sueca. El arquitecto fue Willem Boy.

## Restauración
Después de varias décadas de decaimiento, el castillo fue reconstruido en las décadas de 1650 y 1660. El castillo entonces se convirtió en la residencia del gobernador, un puesto del gobierno provincial.

## Reconstrucción
Un fuerte incendio en 1727 destruyó grandes partes del castillo, y fue dejado en ruinas hasta 1741 cuando Carl Hårleman fue encargado de reconstruirlo en una moderna residencia y oficina de gobierno. La reconstrucción fue completada en 1754.
- Datos: Q657782
- Multimedia: Gävle slott / Q657782